# Eugenia Tempesta
Eugenia Tempesta (Roma, 9 novembre 1982) è un'attrice e cantautrice italiana, nota come protagonista del film Una vita da sogno.
Tempesta è anche l'ex frontwoman del duo indie-pop 2 STORY CABIN, con il quale ha pubblicato un EP, Only Love, e due singoli, My Game No Rules e Always Better. Tempesta ha anche prodotto tutti i videoclip della band.

## Filmografia

### Cinema

#### Attrice
- Un gioco da ragazze, regia di Matteo Rovere (2008)
- Una vita da sogno, regia di Domenico Costanzo (2013)
- Buoni a nulla, regia di Gianni Di Gregorio (2014)
- The Last Apartment, regia di Larry Rosen (2014)
- Ho ucciso Napoleone, regia di Giorgia Farina (2015)
- Zoolander 2, regia di Ben Stiller (2016)
- Tales of Mexico, regia di Carlos Bolado (2017)
- Il Premio, regia di Alessandro Gassman (2017)
- Unicorni, regia di Michela Andreozzi (2025)

#### Compositrice
- Fantasmi - Italian Ghost Stories con i The Golden Night (2011)

### Televisione
- 140 secondi  - 1 episodio (2016)
- È arrivata la felicità - 12 episodi (2016)
- L'ispettore Coliandro, regia dei Manetti Bros. - serie TV, episodio 7x01 (2018)

### Videoclip
- Ti sposerò di Loredana Errore (2012)
- Chaos di The Oochew Nine (2013)
- Don't You Worry di 2 STORY CABIN (2018)[3]
- Only Love di 2 STORY CABIN (2018)[4]
- Sunday Morning di 2 STORY CABIN (2019)[5]
- Always Better di 2 STORY CABIN (2020)[6]

### Webserie
- Ghost Cam - 1 episodio (2016)

## Teatrografia
- La fiera di Ludlow (2011)
- Capobanda (2013)
- O.K. (2013)